# António de Sousa Meneses
Antônio de Sousa de Meneses, alcunhado Braço de prata, foi um administrador colonial português. Tomou posse em maio de 1682 no Governo do Estado do Brasil.
Tinha avançada idade depois de longa carreira militar. Usava um braço artificial em substituição ao direito, perdido no combate da armada do conde da Torre, na Paraíba. Assim o retratou Gregório de Matos,  que o caracterizou como típico administrador português colonial, voltado para seus interesses particulares em detrimento do interesse público.
Seu governo foi bastante impopular, combatido pelos grupos de maior prestígio social, censurado por seu comportamento arbitrário e violento. Proibiu o antigo costume dos embuçados, homens que saíam à noite enrolados em suas capas, hábito na cidade de Salvador, irritando a população mais jovem. Esteve no centro dos conflitos que em 1682 opuseram as duas principais facções políticas da cidade: ao lado do alcaide-mor Francisco Teles de Menezes, acabou atraindo para si rancor de vários oficiais régios, em especial do Secretário do Governo, Bernardo Vieira Ravasco, irmão do Padre Antônio Vieira; do provedor da Alfândega André de Brito de Castro, de diversos capitães e vereadores da Câmara.
Determinou primeiramente devassa na administração da provedoria da Alfândega, identificando a possibilidade de mau uso do cargo por parte de André de Brito de Castro, substituindo-o por um primo de Francisco Teles de Menezes. Seguiram-se novas agressões, então contra o secretário de Governo e outros oficiais, retirados de seus ofícios sem explicações. Alguns optaram por se recolher ao Colégio dos Jesuítas, temendo prisão, entre eles Ravasco. O conflito se acirrou com a emboscada feita pelo sobrinho do alcaide-mor contra o irmão do provedor da Alfândega,  o que gerou reação da facção contrária, desta vez integrada pelo próprio André, contra o alcaide-mor Teles de Menezes, que nesta contenda tombou morto.
Os agressores se refugiaram no Colégio dos Jesuítas. Ravasco acabou preso e, junto com o irmão, Padre António, acusado de conspiração. A devassa do crime foi feita inicialmente pelo ouvidor-Geral Manuel da Costa Palma, amigo do alcaide-mor falecido, parente do Governador, gerando tumulto.
Foi substituído pelo Desembargador João da Rocha Pita, que  mandou soltar Ravasco e o isentou, e ao irmão, de qualquer culpa. Mas Gonçalo Ravasco, filho de Bernardo, que fugira para o Reino, apresentou à Corte sua versão, reforçada por cartas do Padre. O desfecho foi-lhes favorável. O Governador foi substituído pelo Marquês das Minas, em 1683, e obrigado a regressar imediatamente.
O secretário de Governo foi reconduzido ao cargo, recuperando os anteriores proveitos. O processo sobre a morte do alcaide se arrastou até 1692, quando  Antônio de Brito de Castro foi perdoado por intervenção de Antônio Vieira.